# Battaglia di Bassora (1914)
La battaglia di Bassora è stato un episodio della campagna della Mesopotamia nell'ambito della prima guerra mondiale e venne combattuta a sud della città di Bassora (nell'attuale Iraq) nel novembre 1914 tra l'esercito britannico e quello ottomano.

## Contesto
Dopo la conquista di al-Faw da parte delle truppe britanniche l'esercito ottomano iniziò a convergere verso Bassora con l'obiettivo di occupare i pozzi petroliferi in Persia.

## La battaglia
Il 7 novembre 1914 le truppe britanniche provenienti da al-Faw iniziarono a marciare verso Bassora. All'alba dell'11 novembre le forze ottomane attaccarono l'accampamento britannico ma vennero sconfitti e dovettero ritirarsi.
Il 19 novembre i britannici raggiunsero le posizioni ottomane nei pressi di Sahil ma una bufera ne rallentò l'avanzata. Dopo aver abbattuto le difese nemiche, i britannici inflissero pesanti perdite al nemico. L'esercito ottomano fu costretto a ritirarsi lasciando Bassora priva di difese e il 21 novembre del 1914 il reggimento di fucilieri Weesley ed il 117. reggimento indiano Mahrattas occupò la città.

## Conseguenze
La conquista di Bassora fu un importante risultato per la protezione dei pozzi petroliferi e delle raffinerie della Persia.